# Lelícek ve sluzbách Sherlocka Holmese
Pour plus de détails, voir Fiche technique et Distribution.
Lelícek ve sluzbách Sherlocka Holmese est un film tchécoslovaque de Karel Lamač, sorti en 1932.

## Synopsis
Sherlock Holmes est chargé de protéger le roi Fernand XIII, il lui trouve un sosie mais celui-ci va y prendre goût...

## Fiche technique
- Titre original : Lelícek ve sluzbách Sherlocka Holmese
- Traduction française : Lelicek au service de Sherlock Holmes
- Réalisation : Karel Lamač
- Scénario : Václav Wasserman, d'après le roman "Frantisek Lelicek ve sluzbach Sherlocka Holmesa" de Hugo Vavris
- Direction artistique : Heinz Fenchel, Hanus Gödert
- Photographie : Otto Heller, Jan Stallich
- Son : Josef Zora
- Musique : Joseph Kumok
- Société de production : Elektafilm
- Société de distribution : Praga Film
- Pays d’origine :  Tchécoslovaquie
- Langue originale : tchèque
- Format : noir et blanc — 35 mm — 1,37:1 — son Mono
- Genre : Comédie
- Durée : 85 minutes
- Dates de sortie : Tchécoslovaquie : 25 mars 1932

## Distribution
- Vlasta Burian : Frantisek Lelícek / Fernand XXIII
- Martin Frič : Sherlock Holmes
- Lída Baarová : la reine / le sosie de la reine